# Xiphocolaptes albicollis
Xiphocolaptes albicollis là một loài chim trong họ Furnariidae.